# 2001年の航空
< 2001年
2000年の航空 - 2001年の航空 - 2002年の航空

## 航空に関する出来事

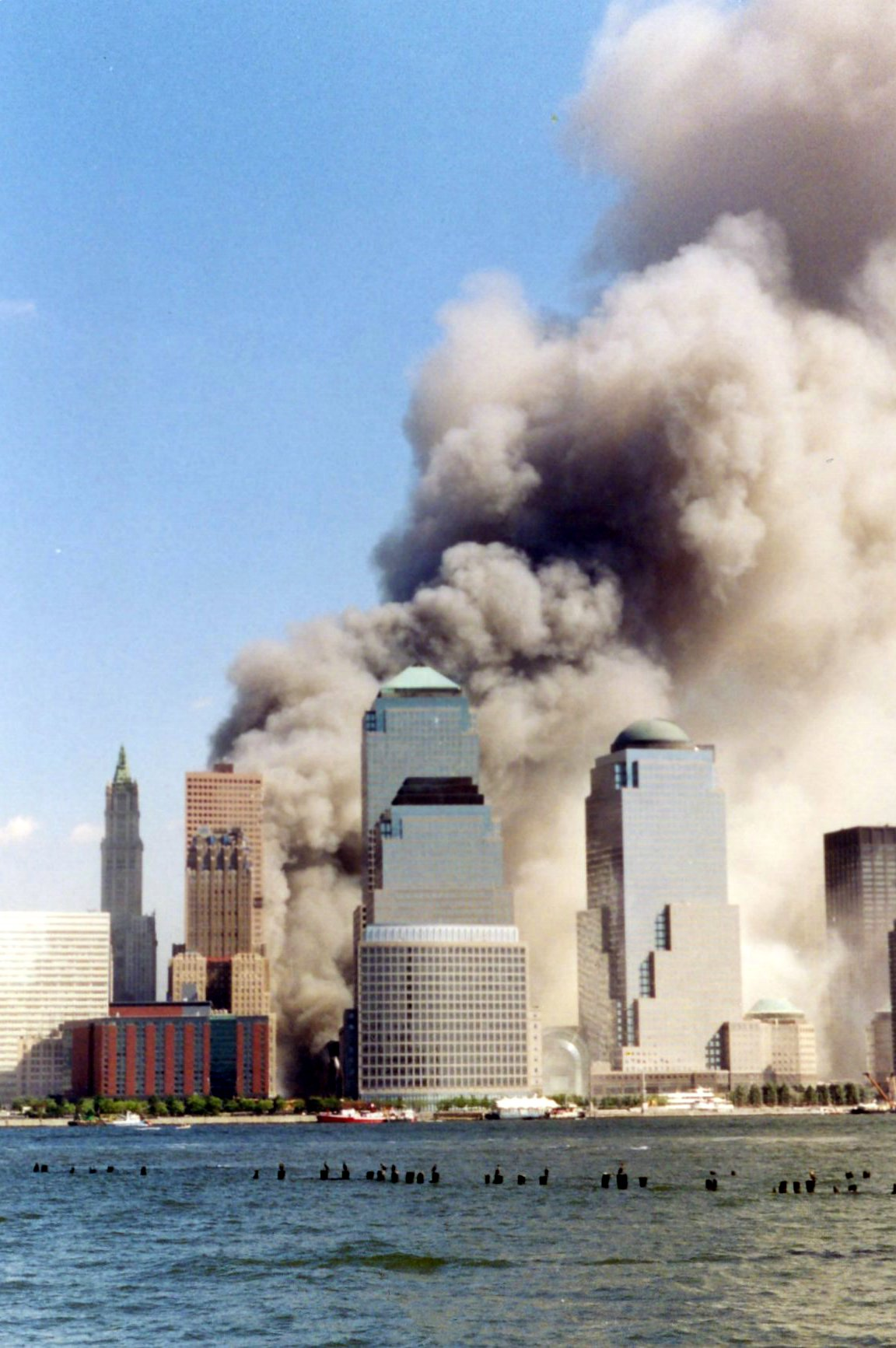
テロ攻撃で炎上した世界貿易センタービル

- 1月4日 - アメリカ等の技術協力を受け開発されたインドの国産戦闘機、テジャス（Tejas）が初飛行した。
- 2月 - MD-11の生産が終了する。
- 3月29日 - ボーイングの副社長で同民間航空機部門CEOのアラン・ムラリーが高速・長距離旅客機の構想を発表。後日、ソニック・クルーザーと命名される。カナード付きの斬新な機体形状で、巡航マッハ数は0.95またはそれ以上という意欲的なプログラムだったが、2002年12月20日に計画中止が発表された。
- 4月24日 -無人偵察機、RQ-4 グローバルホークがアメリカのエドワーズ空軍基地からは、無給油、無着陸でオーストラリアまで23時間23分で飛行した。無人機の最長飛行記録となった。
- 6月12日 - カナダの格安航空会社Jetsgoが運行を開始した。
- 9月4日 - ロシアの双発STOL双胴機輸送機スホーイ80が初飛行した。
- 9月11日 - アメリカ同時多発テロ事件

4機の旅客機が、モハメド・アタを中心とするアラブ系のグループによってほぼ同時にハイジャックされ、ニューヨーク世界貿易センターに突入した。無差別テロ事件の犠牲者は、すべての死者を合計すると2,973人とされている。
- 10月26日 - 米軍の統合打撃戦闘機（JSF）に、X-35（後のF-35）の採用が決定。X-32は不採用に終わった。
- 11月7日 - ベルギーの航空会社、サベナ・ベルギー航空が破綻し、運行を終了した。
- 11月12日 - アメリカン航空のエアバスA300がジョン・F・ケネディ国際空港を離陸直後に墜落した。（→アメリカン航空587便墜落事故）
- 11月 - ブリティッシュ・エアウェイズが一機ごとに異なるデザインを垂直尾翼に施す、「ワールドイメージ」キャンペーンをやめ、ユニオン・ジャックをモチーフにしたデザインに塗り替えた。
- 11月 - ブリティッシュ・エアウェイズのKLMオランダ航空の買収計画がオランダとアメリカ合衆国との間のオープンスカイ協定による障害のため中止された。

## 2001年に初飛行した機体の画像

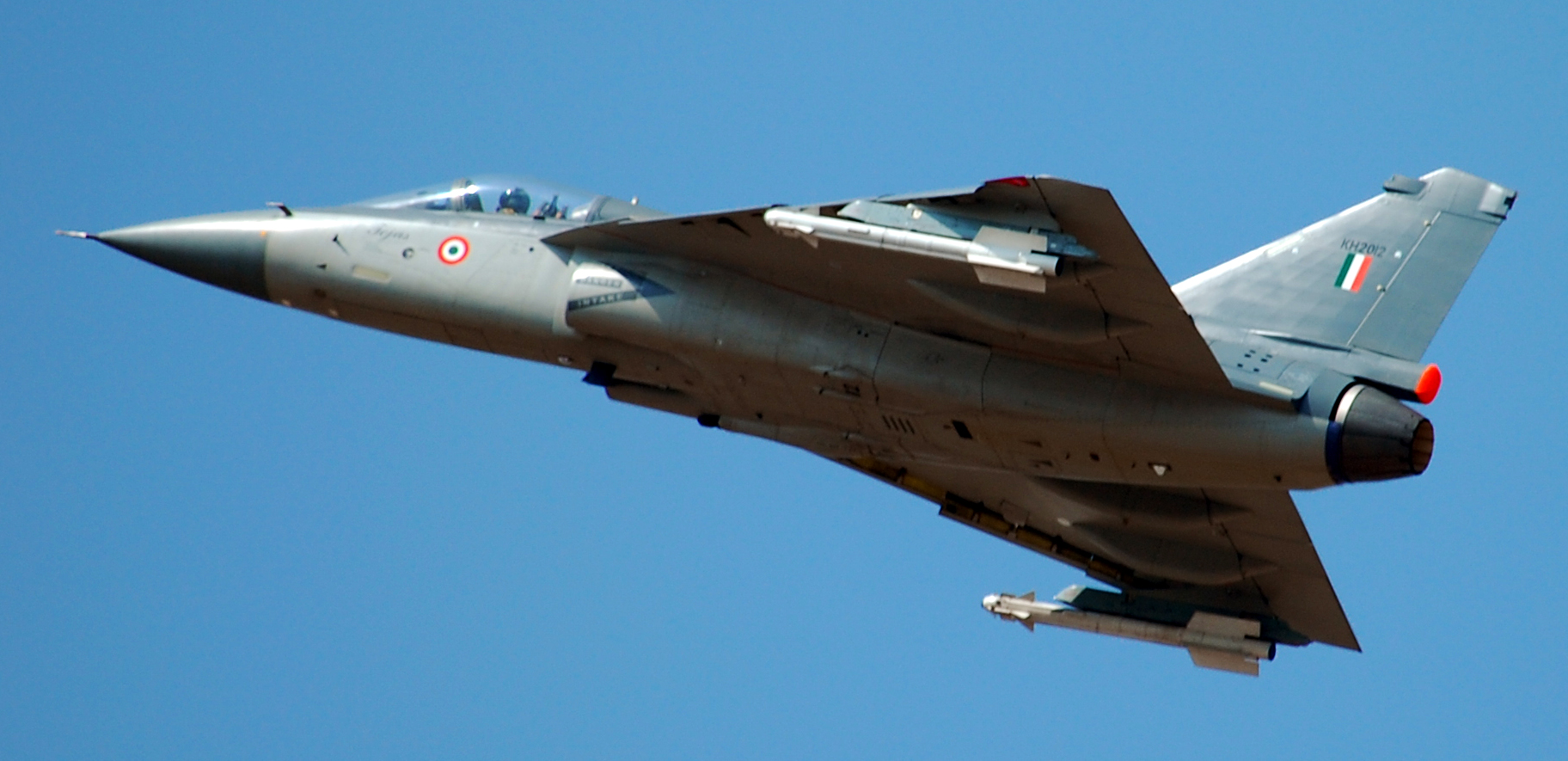
テジャス （1月4日）

## 航空に関する賞の受賞者
- ハーモン・トロフィー： ジェニファー・マレー、リチャード・アブルッツォ